# Лозова (притока Гайчуру)
Лозова, Лозоватська, Балка Лозовенька — річка в Україні, у Більмацькому й Пологівському районах Запорізької області. Ліва притока Гайчуру (басейн Дніпра).

## Опис
Довжина 21 км, площа сточища 143 км². Похил 4,2 м/км. 
Впадає до Гайчуру за 94 км від впадіння Гайчуру до Вовчої.
Над річкою розташовані села Дружне, Лозове, Магедове, Любокут, Золота Поляна. Впадає до Гайчулу нижче села Чубарівка.

## Розташування
Бере початок на південно-східній стороні від села Дружне. Тече переважно на північний захід через село Золота Поляна і на околиці села Федорівка впадає в річку Гайчул за 94 кілометри від гирла.
За іншими джерелами - це права притока річки Лозової , що бере початок біля колишнього села Любокут і тече на північ. Обидва водотоки зиваються у селі Золота Поляна.

## Цікаві факти
- У XX столітті на балці існували газгольдер та декілька газових свердловин[2]